# 1861 au Canada
Pour un article plus général, voir Chronologie du Canada.
Cet article traite des événements qui se sont produits durant l'année 1861 au Canada.

## Événements

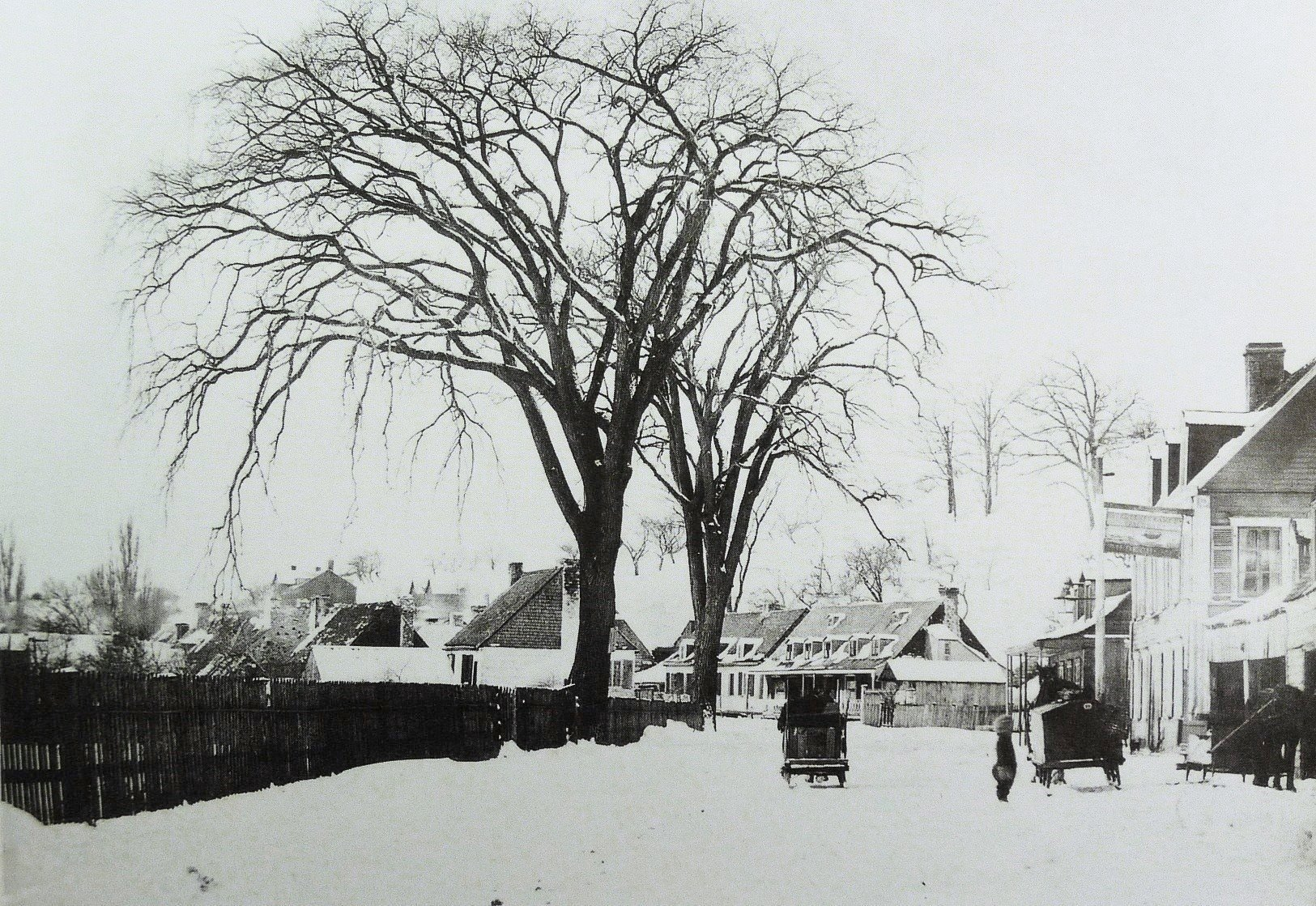
Village de Saint-Henri près de Montréal

- 18 mai : fondation de la Ville de Lévis, au Québec (Canada), située au sud de la Ville de Québec.

- Au Québec, des hommes d’affaires fondent la compagnie Montreal City Passenger Railway, une compagnie de transport de tramway tirés par des chevaux.
- Charles Stanley Monck devient gouverneur général du Canada.
- Septième parlement de la province du Canada

- Recensement canadien de 1861.

- Anderson Ruffin Abbott devient le premier noir canadien à obtenir un diplôme de médecine.
- Henri-Raymond Casgrain fonde la revue littéraire Les Soirées Canadiennes.
- Catherine-Aurélie Caouette fonde la congrégation des Adoratrices du Précieux-Sang.
- Visite royale du prince Alfred.

## Naissances
- 3 janvier : Louis-Joseph Papineau  (homme politique) († 24 avril 1932)
- 15 janvier : Joseph-Mathias Tellier, homme politique québécois. († 18 octobre 1952)
- 2 février : 
  - Louis-Arsène Lavallée, maire de Montréal († 19 novembre 1936)
  - Robert Alfred Ernest Greenshields, juriste († 28 septembre 1942)
- 10 mars : 
  - Pauline Johnson, poète.
  - Clifford Sifton, homme politique.
- 19 mars : Lomer Gouin, premier ministre du Québec († 28 mars 1929)
- 20 mars : Herménégilde Boulay, homme politique québécois. († 18 mai 1942)
- 1er avril : Margaret Saunders, artiste.
- 7 avril : Alphonse Bernier, ancien maire de Lévis. († 7 octobre 1944)
- 15 avril : Bliss Carman, poète.
- 24 mai : Albert Peter Low, géologue et explorateur de l'Arctique.
- 7 juin : George Henry Murray, premier ministre de la Nouvelle-Écosse.
- 11 juillet : John Best, homme politique.
- 5 septembre : Tobias Crawford Norris, premier ministre du Manitoba.
- 18 septembre : Ella Cora Hind, journaliste et activicteuse.
- 19 septembre : Charles Ernest Gault, homme politique anglo-québécois. († 25 décembre 1946)
- 23 septembre :  Louis Rubenstein, patineur artistique.  († 3 janvier 1931)
- 31 octobre : James Bowman, homme politique ontarien.
- 4 novembre : Raoul Dandurand, homme politique. († 19 mars 1942)
- 6 novembre : James Naismith, inventeur du basket-ball.
- 7 novembre : Archibald Lampman, poète.
- 9 novembre : Herbert Hartley Dewart, chef du Parti libéral de l'Ontario.
- 10 décembre : Rodolphe Forget, homme d'affaires. († 19 février 1919)
- 22 décembre : Sara Jeannette Duncan, auteure et journaliste.

## Décès
- 13 février : Denis-Benjamin Viger, premier ministre du Canada-Uni.
- 3 avril : Joseph Lenoir, poète et journaliste.
- 28 août : William Lyon Mackenzie, chef de la Rébellion du Haut-Canada.
- Ross Cuthbert, homme politique.
- 9 novembre : Howard Douglas, lieutenant-gouverneur du Nouveau-Brunswick.